# Free Fire World Series 2023
No mundial de Free Fire de 2023, o FREE FIRE WORLD SERIES (FFWS), que aconteceu na Tailândia, uma equipe brasileira voltou a levantar a taça de campeão depois de 4 anos, o último título sendo em 2019 pelo CorinthiansFF jogando em casa.
Magic Squad, a grande campeã, conseguiu 3 booyah(quando a equipe vence um mapa) de 6 quedas, tudo ficou para a ultima queda do dia, mas a equipe brasileira soube jogar e conseguiu trazer o troféu pra casa. A magic não era a unica brasileira nesse mundial, também tinhamos a loud na disputa pelo titulo, mas infelizmente armaguraram uma 7° posição. Um time brasileiro venceu apos o mundial passado outra equipe, na qual é a Vivo Keyd, também brasileira, ter ficado em 2° lugar no final da competição.

## Formato
18 equipes disputam a grande vaga na final do campeonato. Foi formando 3 grupos de 6 equipes cada, elas jogaram a qualificatoria durante 9 dias de forma revezada entre os grupos.
As 12 equipes Classificadas jogam 2 dias de point-rush, que seria a disputa da quantidade de pontos de vantagem que teriam para a grande final. E logo em seguida a grande final, contando com 6 quedas.

## Equipes
Equipes que disputaram a competição:
| FREE FIRE WORLD SERIES | FREE FIRE WORLD SERIES | FREE FIRE WORLD SERIES | FREE FIRE WORLD SERIES |            |
| Pais                   | Times                  | Pontos                 | Classificação          |            |
| ---------------------- | ---------------------- | ---------------------- | ---------------------- | ---------- |
| Brasil                 | Magic Squad            | 112                    | CAMPEÃO                |            |
| Tailândia              | Buriram United Sports  | 95                     | VICE-CAMPEÃO           |            |
| Tailândia              | CGGG                   | 89                     | 3° lugar               |            |
| Indonésia              | RRQ KAZU               | 68                     | 4° lugar               |            |
| Vietname               | WAG                    | 64                     | 5° lugar               |            |
| Tailândia              | EXP Esports            | 72                     | 6° lugar               |            |
| Brasil                 | LOUD                   | 70                     | 7° lugar               |            |
| Indonésia              | POCO Star              | 66                     | 8° lugar               |            |
| Indonésia              | Thorrad                | 43                     | 9° lugar               |            |
| Malásia                | Expand                 | 28                     | 10° lugar              |            |
| Vietname               | GOW                    | 25                     | 11° lugar              |            |
| Vietname               | P Esport               | 14                     | 12° lugar              |            |
| Paquistão              | HotShot Esport         |                        |                        | Eliminados |
| Brasil                 | MIBR                   |                        |                        | Eliminados |
| México                 | All Glory Gaming       |                        |                        | Eliminados |
| Colômbia               | Osaka                  |                        |                        | Eliminados |
| Argentina              | Furios Gaming          |                        |                        | Eliminados |
| Marrocos               | WASK                   |                        |                        | Eliminados |

Equipes em verde= Classificadas para a grande final.
Equipes em vermelho= Eliminados na classificação.